# Aloha from Hawaii: Via Satellite
Aloha from Hawaii: Via Satellite (с англ. — «Привет с Гавайев: через спутник») — четвёртый концертный альбом американского певца Элвиса Пресли, также являющийся саундтреком к одноимённому телеконцерту 1973 года (см. «Aloha From Hawaii (телеконцерт)»), трансляция которого шла в прямом эфире из Гонолулу через спутник. Пластинка заняла 1-е место в американском хит-параде и достигла 5-кратного платинового статуса (в мире было продано 12 миллионов экз.); это было последнее первое место при жизни певца.

## Обзор

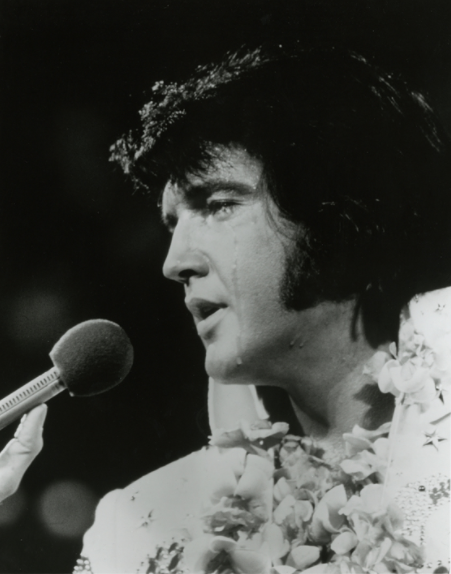
Элвис на концерте

Телеконцерт состоялся в полночь 14 января 1973 года в зале H.I.C. в столице Гавайев Гонолулу. Для того времени это было беспрецедентное шоу: прямая трансляция шла в десятки стран (за парадоксальным исключением США и Великобритании). Программа выступления была разумно сбалансирована между хитами и новейшим репертуаром Пресли (в отличие от большинства других концертов старый репертуар здесь сведён к минимуму). Неслучайно поэтому на обложке пластинки анонсировалось: «Включает 8 песен, никогда ранее не записанных Элвисом». Из этих новых песен выделялись кавер-версии хитов Фрэнка Синатры («My Way»), The Beatles («Something»), Марти Роббинса («You Gave Me a Mountain»); кроме того, концерт открывался последним хитом самого Пресли «Burning Love», занявшем 2-е место (ни один последующий сингл певца при его жизни не вошёл в верхнюю десятку).
Запись вышла через 3 недели после концерта (обложки к альбому были заранее отштампованы). Помимо двойного альбома, вышедшего в стерео- и квадрофонической версиях, также был выпущен одноимённый мини-альбом (последний при жизни Пресли).
После того, как зрители покинули зал, Пресли вернулся на сцену и записал 5 песен, из которых четыре из саундтрека «Blue Hawaii» к одноимённому фильму 1961 года. Эти песни — в качестве вставок — были включены в ретрансляцию шоу, однако в альбом они не вошли. В качестве дополнительных дорожек они были помещены в юбилейное издание альбома 1998 года.
За два дня до телешоу — 12 января 1973 — Пресли дал предварительный концерт, который служил своего рода репетицией и подстраховкой на случай возникновения каких-либо проблем (это выступление также снималось на телекамеры). Запись этого концерта вышла в 1988 году на альбоме «The Alternate Aloha».

## Обложка
Обложка альбома была необычна с точки зрения дизайна пластинок Элвиса Пресли. На лицевой стороне изображён глобус и космический спутник, «отражающий» фотографию Пресли с концерта 1972 года. На задней стороне были помещены переводы «We love Elvis» на немецком, французском, испанском, итальянском, японском и греческом языках, подчёркивая интернациональный характер мероприятия. Юбилейное издание альбома 1998 года вышло с другой обложкой.

## Список композиций

### Оригинальная версия (1973)
1. Introduction: Also Sprach Zarathustra
2. See See Rider
3. Burning Love
4. Something
5. You Gave Me a Mountain
6. Steamroller Blues
7. My Way
8. Love Me
9. Johnny B. Goode
10. It’s Over
11. Blue Suede Shoes
12. I’m So Lonesome I Could Cry
13. I Can’t Stop Loving You
14. Hound Dog
15. What Now My Love
16. Fever
17. Welcome to My World
18. Suspicious Minds
19. Introductions by Elvis
20. I’ll Remember You
21. Long Tall Sally / Whole Lotta Shakin' Goin' On
22. An American Trilogy
23. A Big Hunk O’ Love
24. Can't Help Falling In Love
25. Closing Vamp

Форматы: грампластинка (x2), аудиокассета, компакт-диск.

### Расширенная версия (1998)
В издание 1998 года вошла та же запись концерта плюс 5 песен, записанных после ухода зрителей. Они даны в той же последовательности.
26. Blue Hawaii
27. Ku-U-I-Po
28. No More
29. Hawaiian Wedding Song
30. Early Morning Rain
Форматы: компакт-диск.

## Альбомные синглы
- Steamroller Blues / Fool (март 1973; #17)